# Medium Mark III
Medium Mark III je bio srednji tenk Britanskog Carstva (današnje Ujedinjeno Kraljevstvo) dizajniran u razdoblju između dva svjetska rata. Bio je potpuno novi dizajn, drugačiji od svojih prethodnika, Mark I i Mark II. Zbog njegove vrlo visoke cijene proizvodnje, napravljena su samo tri prototipa nakon čega je projekt napušten.

### Zajednički poslužitelj
|  | Zajednički poslužitelj ima još gradiva o temi Medium Mark III |